# Глушко, Михаил Алексеевич
Михаи́л Алексе́евич Глушко́ (род. 3 января 1984, Караганда) — казахстанский футболист.

## Биография
Выступал на позиции полузащитника в казахстанском клубе «Шахтёр» Караганда, в 2009 году — капитан. Михаил проделал путь от нападающего до центрального полузащитника. В сезоне-2009 Михаил получил несколько травм и в итоге завершил карьеру. За «Шахтёр» провёл 121 матч, в которых забил 22 гола.

## Достижения
- Бронзовый призёр чемпионата Казахстана (2): 2007, 2009
- Финалист Кубка Казахстана: 2009